# Воловик фессалійський
Воловик фессалійський (Anchusa thessala) — вид квіткових рослин родини шорстколистих (Boraginaceae).

## Біоморфологічна характеристика
Це однорічна рослина 15–40 см заввишки. Віночок дрібний, 7–11 мм завдовжки, блакитний, його відгин дзвоноподібний, 4–7 мм в діаметрі. Зводи у зіві віночка біло-повстяні. Горішки прямі, вузько-довгасті, 3.5–4 мм завдовжки.

## Поширення
Болгарія, Греція, Румунія, європейська Туреччина, Південний Кавказ, Північний Кавказ, Крим.
В Україні вид зростає на кам'янистих степових схилах, прибережних дюнах, у засмічених місцях — у Криму, на Керченському півострові та в передгір'ях (ок. Феодосії), рідко.